# کتاب استر

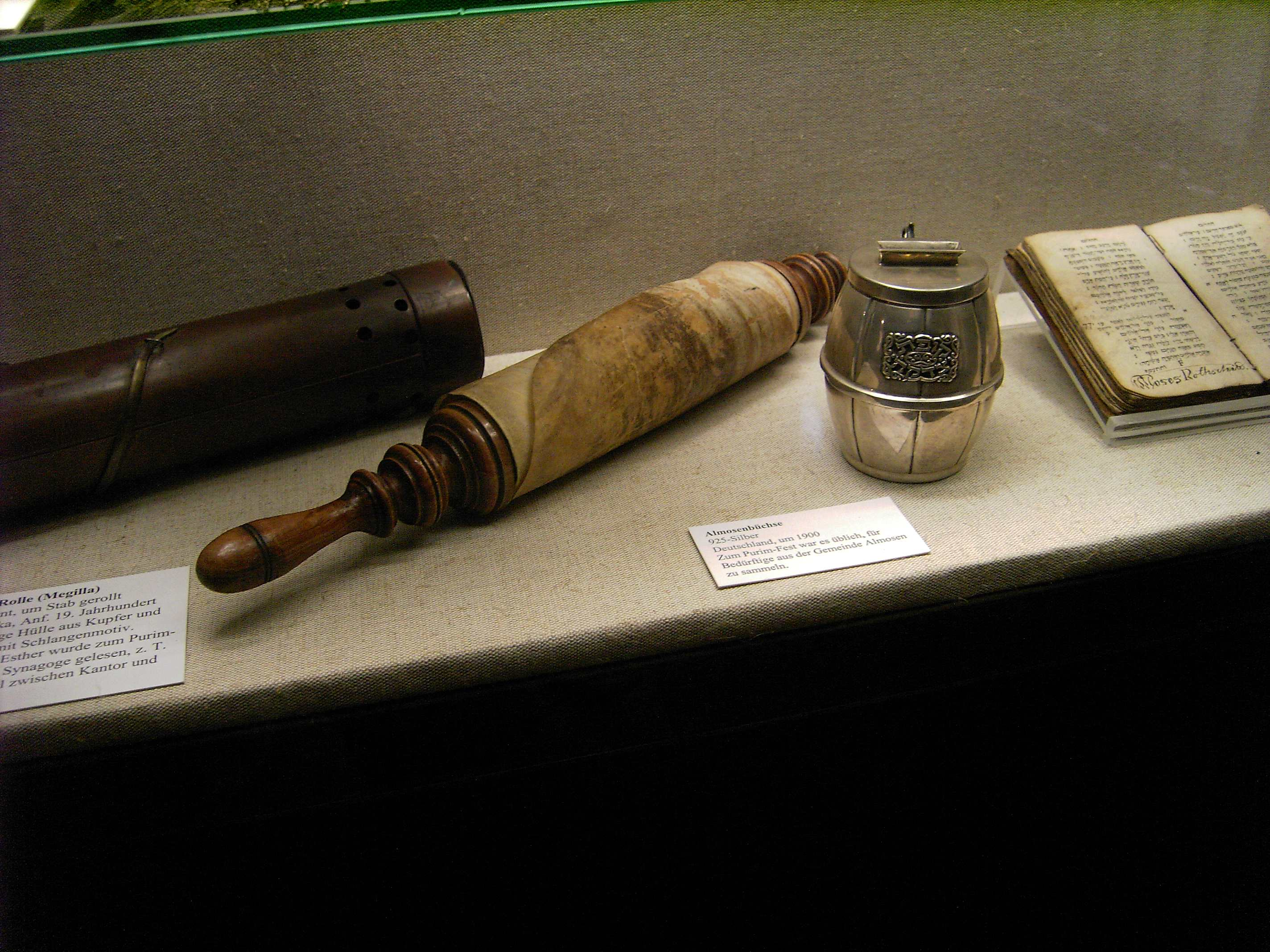
طومار استر، پنجمین بخش مکتوبات تنخ

کتاب اِستِر (به عبری: מגילת אסתר) که به عبری مگیلا نیز نامیده می‌شود کتابی در بخش سوم تنخ (عهد عتیق) و همچنین کتاب مقدس یهودیان است. اِستِر با نام «هدسه»، زاده شد ولی به نام استر مشهور شد. شخصیت‌های کلیدیِ این کتاب اخشورش، ملکه وشتی، مردخای و هامان هستند.
روایت کتاب اِستِر را برخی (ازجمله راوی خود داستان) به دوران خشایار و برخی دیگر (ازجمله ترجمه یونانی کتاب) به زمان خشایارشا هخامنشی نسبت می‌دهند.
داستان یهودی پوریم است که همه ساله در سیزدهم آدار (تقریباً اسفند در تقویم شمسی) برگزار می‌شود. کتاب استر تنها کتابی در عهد عتیق است که نام مقدس خداوند (یهوه) در آن ذکر نشده است.

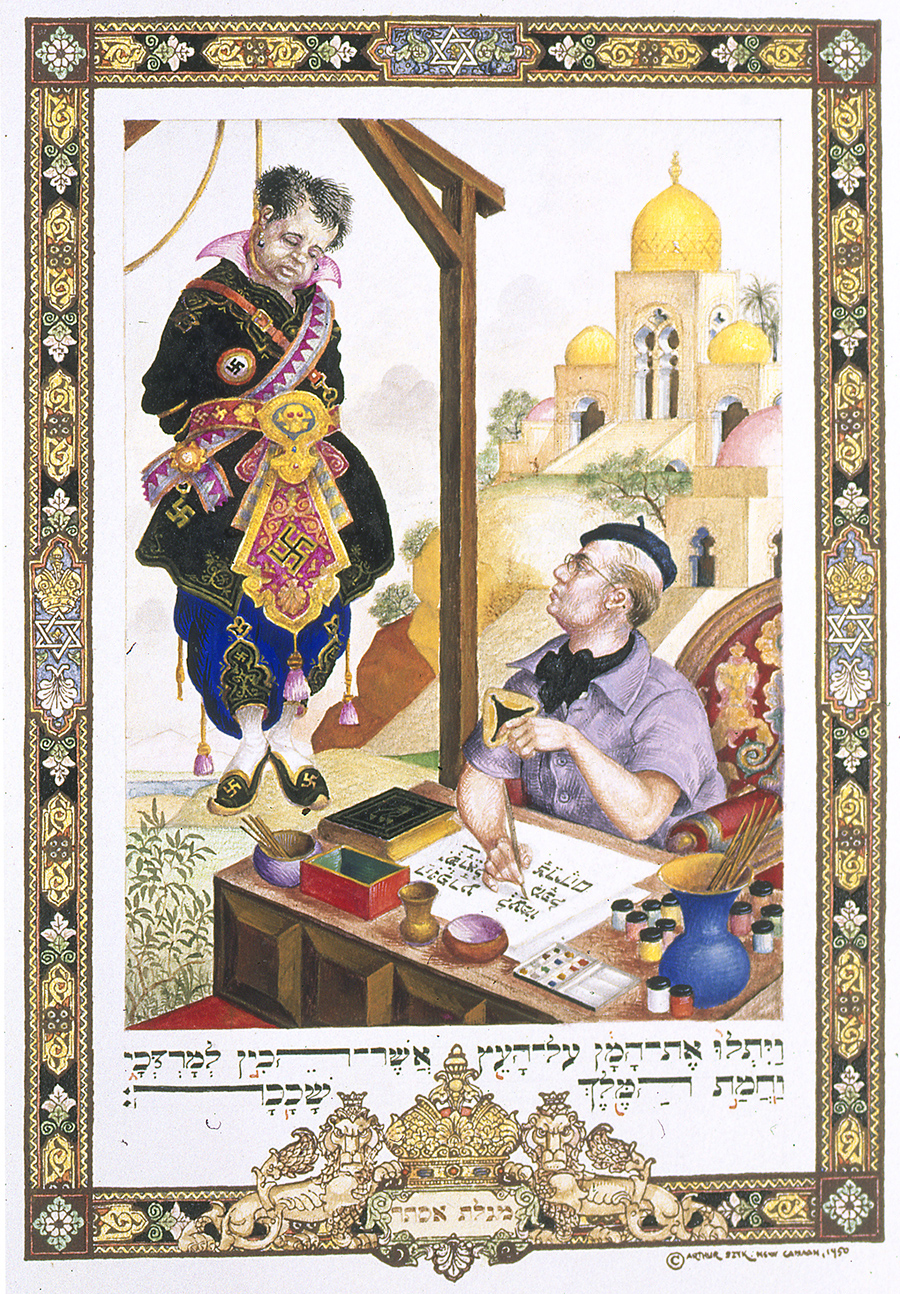
آرتور زیک، نقاشی از کتاب استر، زیک که هولوکاست را تجربه کرده بودهامان را به همراه نشان سواستیکا (نشان آلمان نازی) تصویر کرده است.

## پیش زمینه
داستان استر در پایتخت امپراطوری هخامنشیان در شوش باستان در زمان حکومت اخشوروش اتفاق می‌افتد. نام اخشوروش امکان دارد معادل خشایار (Xerxes) است که هر دو از ریشه نام خشایارشا به زبان پارسی هستند.
ولیکن بعضی محققان دیگر نظیر یوسفوس فلاویوس، کتاب استر رباه و محقق مسیحی بارهبرائوس و همچنین ترجمه یونانی کتاب مقدس وی را با خشایارشا اول (که بین ۴۶۵ و ۴۲۴ قبل از میلاد حکومت کرد) یا خشایارشا دوم (که بین ۴۰۴ و ۳۵۸ قبل از میلاد حکومت کرد) یکی می‌دانند.
بر اساس نظر بیشتر محققان اتفاقات کتاب استر از سال ۴۸۳ قبل از میلاد شروع گردیده است و در ماه مارس ۴۷۳ قبل از میلاد پایان یافته است.

## خلاصهٔ داستان

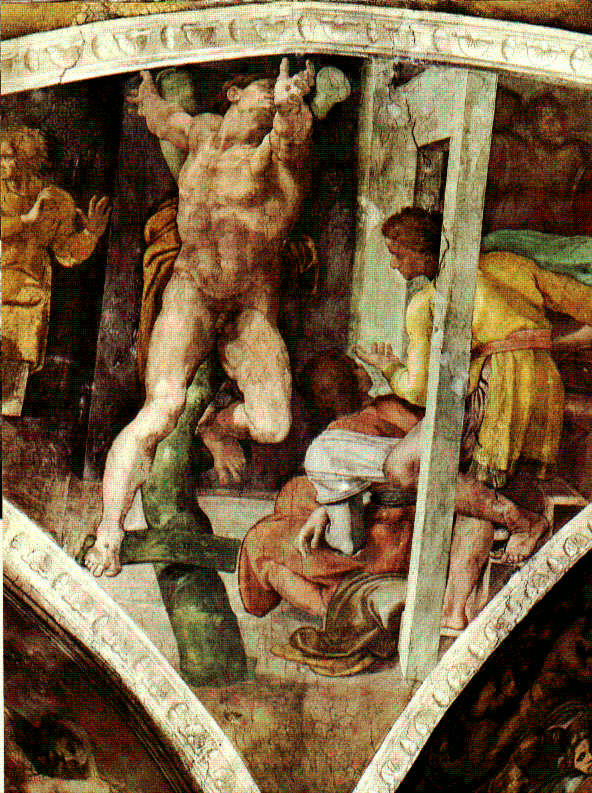
مجازات هامان، کشیده شده توسط میکل آنژ

داستان با اخشورش حاکم امپراطوری عظیم پارس شروع می‌شود. اخشورش جشن بسیار بزرگی در پایتخت امپراطوری خود در شهر شوش برگزار کرده است. در روز هفتم این جشن اخشورش به همسرش ملکه وشتی دستور می‌دهد که زیبایی خود را در برابر مهمانان به نمایش بگذارد. وشتی از این دستور سرباز می‌زند. اخشورش بسیار خشمگین شده و دستور می‌دهد او از ملکه بودن خلع شود و زمینه برای انتخاب دختر دیگری از دختران امپراطوری پارس به عنوان ملکه فراهم گردد.
یکی از دختران به نام استر، دختری یتیم است که توسط عموی خود مردخای سرپرستی می‌شود. زیبایی استر اخشورش را تحت تأثیر قرار می‌دهد و او استر را به همسری می‌گیرد. کمی بعد مردخای به توطئه دو نفر از افراد دربار به نام بیغتان و طرش برای کشتن اخشورش پی می‌برد. مردخای این امر را به شاه اطلاع می‌دهد و توطئه گران اعدام می‌شوند. کمک مردخای مورد توجه شاه قرار می‌گیرد.
اخشورش هامان را به عنوان وزیر انتخاب می‌کند. مردخای که در دربار زندگی می‌کند مورد خشم‌هامان قرار می‌گیرد زیرا در برابر او تعظیم نمی‌کند. هامان متوجه یهودی بودن مردخای می‌شود و تصمیم می‌گیرد نه تنها او، بلکه تمامی یهودیان را قتل‌عام کند. او اخشورش را متقاعد می‌کند که این کار را انجام دهد و به عنوان ده هزار کیسه سکه نقره پرداخت می‌کند. او برای انجام توطئه خود قرعه (پور) می‌اندازد و روز سیزدهم آدار را انتخاب می‌کند.
وقتی مردخای متوجه این توطئه می‌شود از استر می‌خواهد نظر شاه را تغییر دهد. استر از حضور در نزد شاه بدون خواسته شدن می‌هراسد زیرا حضور سرزده در نزد شاه دارای مجازات مرگ است. او از مردخای می‌خواهد که به یهودیان بگوید که سه روز روزه بگیرند و در روز سوم او سرزده به نزد شاه می‌رود. شاه از حضور او خشمگین نشده و او را مجازات نمی‌کند. شاه استر را به شرکت در جشن‌هامان دعوت می‌کند. در هنگام جشن، شاه از استر می‌خواهد که در جشن روز بعد نیز شرکت کند. هامان دوباره از دست مردخای خشمگین می‌شود و دستور انجام مقدمات برای اعدام او را می‌دهد.
آن شب اخشورش دچار بی‌خوابی می‌شود و دستور می‌دهد که اتفاقات دربار برای او خوانده شوند. او به یاد می‌آورد که مردخای توطئه دشمنانش را خنثی کرده بود و برای اینکار نیز پاداشی دریافت نکرده بود.
در همین زمان، هامان به نزد شاه می‌آید که اجازه اعدام مردخای را بگیرد. شاه ازهامان می‌پرسد که به نظر او به شخصی که شاه می‌خواهد پاداش دهد چه پاداشی باید داده شود. هامان که تصور می‌کند شاه می‌خواهد او را پاداش دهد می‌گوید که او باید لباس‌های گرانقیمت پوشیده و بر اسب‌های شاه تکیه زند. شاه‌هامان را شوکه کرده و دستور می‌دهد که این کار برای مردخای انجام شود.
در همین زمان، شاه و استر در جشن دوم شرکت می‌کنند. در این زمان استر اعلام می‌کند که او یهودی است وهامان تصمیم دارد قبیله او را نابود کند. اخشورش خشمگین شده و دستور مجازات‌هامان را می‌دهد. هامان به پای استر افتاده و از او تقاضای بخشش می‌کند. در همین زمان اخشورش دوباره به نزد آنان آمده و فکر می‌کند که‌هامان قصد تعرض به ملکه او را داشته است. اینکار باعث خشم بیشتر او شده و دستور اعدام‌هامان را می‌دهد.
شاه دستور قبلی خود را لغو می‌کند و به یهودیان اجازه می‌دهد از دشمنان خود انتقام بگیرند. در ۱۳ آدار ۵۰۰ دشمن یهودیان و پسران‌هامان در شوش به دار آویخته می‌شوند. یهودیان در سراسر امپراطوری پارس ۷۵َ٫۰۰۰ نفر از دشمنان خود را قتل‌عام می‌کنند ولی اموال آنان را نمی‌دزدند. استر نامه‌ای به یهودیان می‌فرستد و اعلام جشن می‌کند. اخشورش به حکومت خود ادامه می‌دهد و مردخای در دربار او قدرتمند می‌شوند.

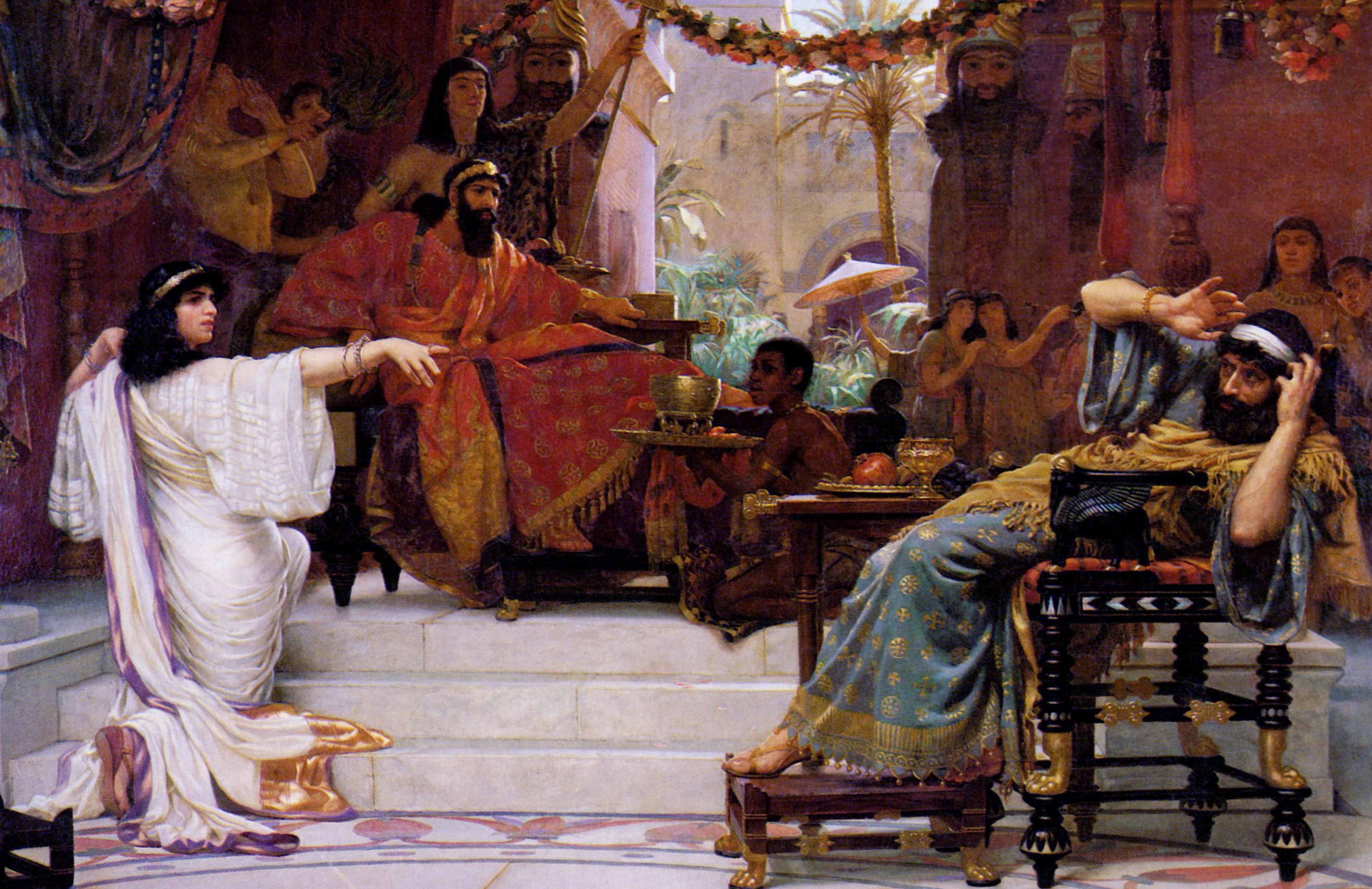
استرهامان را رسوا می‌کند، نقاشی سال ۱۸۸۸ میلادی.

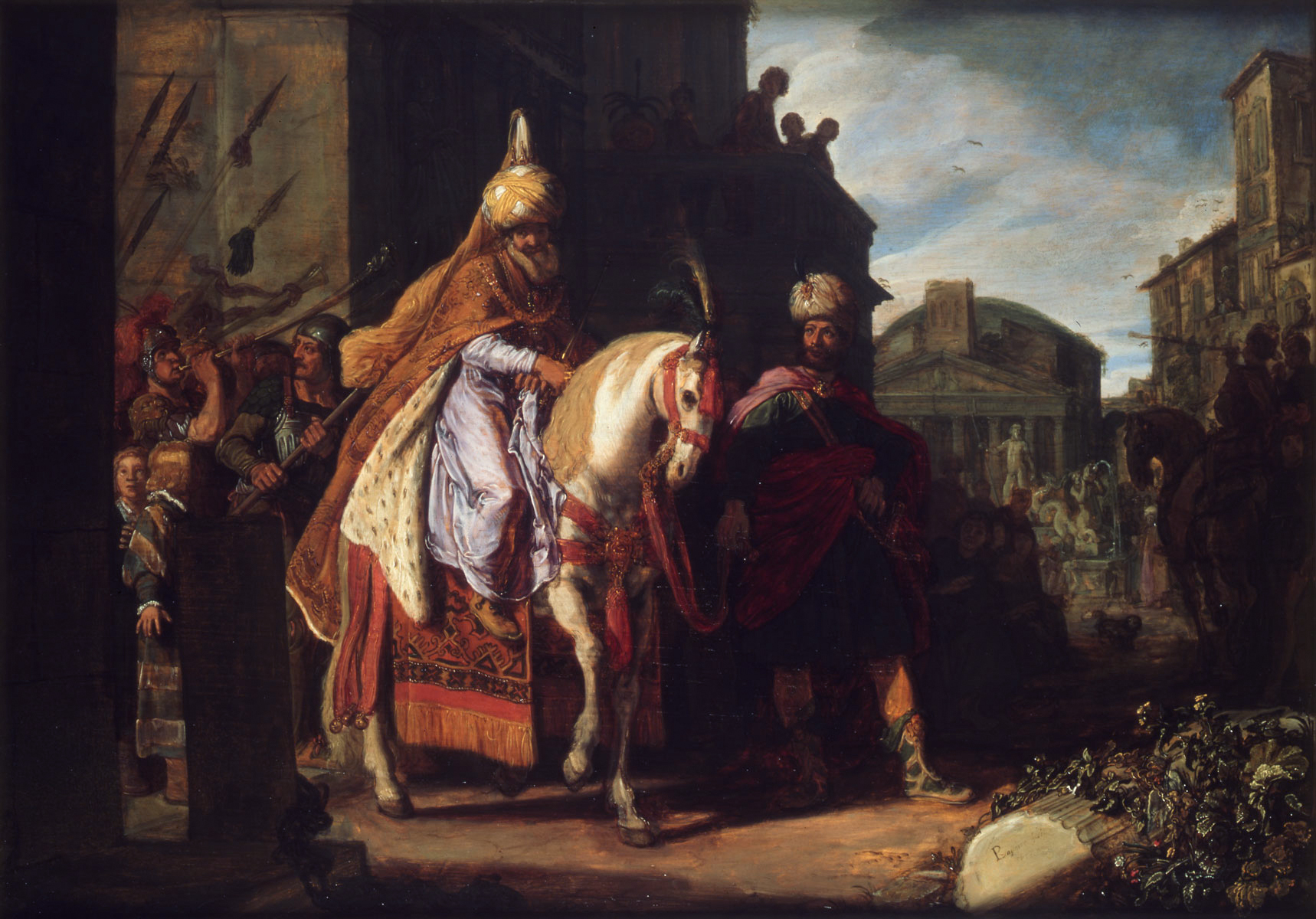
پیروزی مردخای، نقاشی اثر پیتر پیترز لاستمان.

یهودیان از آن تاریخ، به یاد این رویداد که به موجب آن از یک توطئه بزرگ نسل‌کشی رهایی یافتند، هر سال در ماه عبری آدار جشن می‌گیرند و آن وقایع را پوریم می‌نامند.

## زمان نگارش
از نظر شاکد، تاریخ نگارش کتاب استر نامشخص است اما معمولاً بین محققین اتفاق‌نظر وجود دارد که نگارش کتاب کمی بعد از سقوط هخامنشیان، احتمالاً در دوره اشکانیان و حدود قرن دو یا سه قبل از میلاد بوده است. نویسنده کتاب نیز ناشناخته است. اما معمولاً چنین پنداشته می‌شود که توسط فردی از میان اقلیت یهودی ایران و بابل نوشته شده است.
نسخه یونانی کتاب مقدس دارای تفاوت‌هایی با نسخه عبری آن است. در این نسخه اخشورش با خشایارشا یکی دانسته می‌شود. این کتاب در زمان قرن دوم یا اول قبل از میلاد نوشته شده است.

## از نظر تاریخی

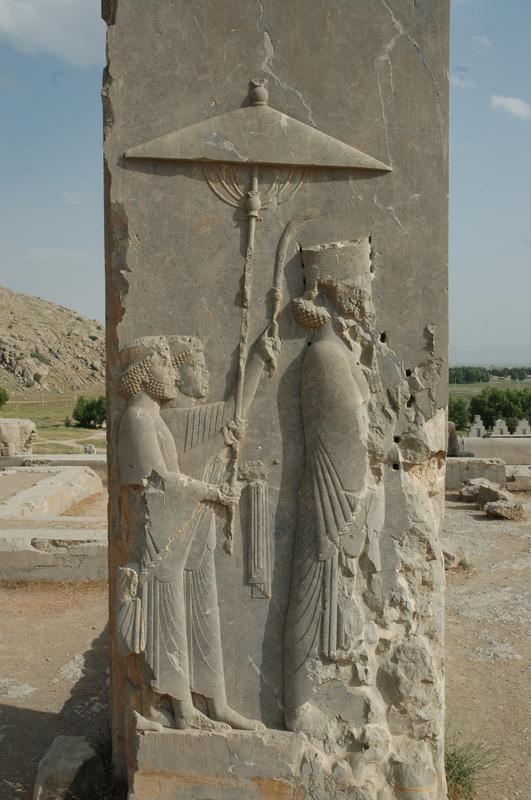
سنگ‌نگاره خشایارشا در تخت جمشید

کتاب استر بخشی از کتوبیم که یکی از سه بخش کتاب مقدس یهودی است می‌باشد. بر اساس نظر برخی محققان این کتاب یک داستان تاریخی برای بیان کردن ریشه جشن پوریم است.
بعضی محققان نظیر مایکل دی. کوگان اشاره کرده‌اند که کتاب استر دارای بخش‌هایی در مورد تاریخ امپراطوری پارس است که در آن اطلاعات غلط ذکر شده‌اند. همچنین کتاب دارای تضادهای تاریخی است. کوگان اشاره می‌کند که به‌طور مثال در بخش استر ۲:۵ مردخای به عنوان فردی که اسارت یهودیان در بابل را تجربه کرده است ذکر می‌شود. اگر این توصیف صحیح باشد او باید بیش از یک قرن عمر کرده باشد تا وقایع کتاب استر را تجربه کرده باشد؛ ولیکن ممکن است که این بخش کتاب مربوط به اسارت جد مردخای، کیش بوده باشد.
آدل برلین محقق کتاب مقدس اعتقاد دارد که کتاب استر به صورت عمدی نه به صورت کتابی دقیق از نظر تاریخی، بلکه به صورت یک داستان تاریخی نوشته شده است.
بعضی قسمت‌های کتاب استر از نظر تاریخی بسیار دقیق هستند. به‌طور مثال نویسنده زمان اتفاق را در زمان اخشورش که خشایار است ذکر می‌کند. نویسنده کتاب استر دارای معلومات دقیق از سنتها و رسوم پارسیان است؛ ولیکن همانگونه که کوگان ذکر کرده است در متن آن تضادهای تاریخی وجود دارد که نشاندهنده این است که نویسنده قصد نداشته است آن را به صورت یک کتاب تاریخی بنویسد. ادوین ام. یامایوچی معتقد است که ممکن است که کتاب استر صحیح بوده باشد و نوشتارهای هرودت دارای ایراداتی باشد؛ زیرا تنها منبع تاریخی در مورد تاریخ هخامنشیان نوشتارهای هرودت است و معمولاً تصور می‌شود که نوشتار هرودت دقیقتر از کتاب استر است که ممکن است این پیش فرض صحیح نباشد.

## ابهامات در مورد کتاب استر

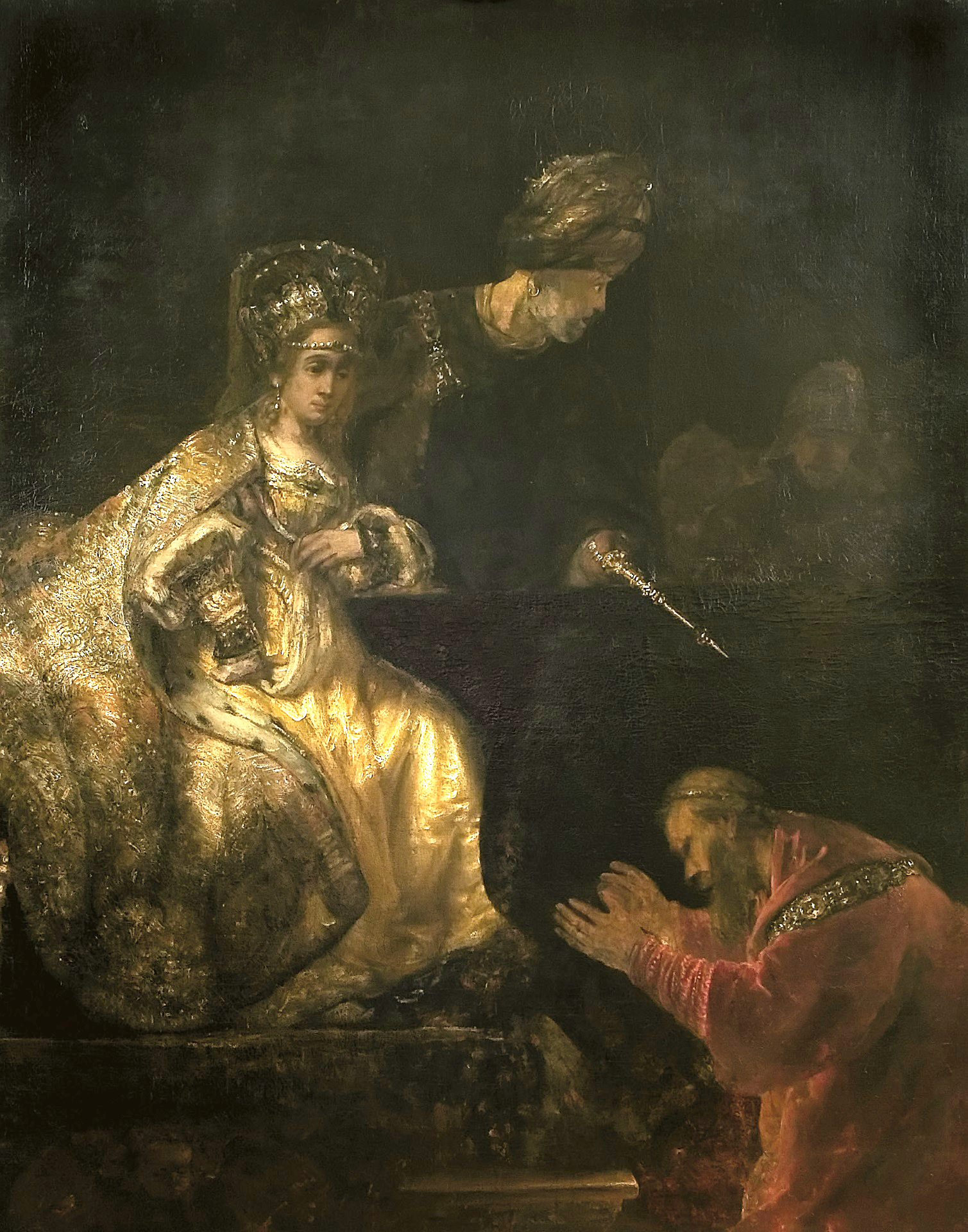
هامان به پای استر می‌افتد و تقاضای بخشش می‌کند، نقاشی اثر رامبراند.

دانشنامه بریتانیکا در نوشتار مربوط به عید پوریم می‌نویسد: حقیقت تاریخی این واقعه کتاب مقدس، معمولاً مورد سؤال است. در مورد جشن پوریم نیز هرچند مشخص است که عید پوریم تا حدود قرن دوم میلادی به سنتی تثبیت شده در میان یهودیان تبدیل شده بوده، ریشه تاریخی این جشن ناشناخته است. در این دانشنامه در هنگام بررسی تأثیرات تمدن ایران زمین بر یهودیت چنین آمده است که ماجرای پوریم از کتاب استر در واقع یکی از قصه‌های ایرانی در مورد زیرکی و خدعه‌های ملکه‌های ایرانی در درون اندرونی‌های پادشاهان است و خود عید پوریم نیز به نوعی اقتباس یهودیان از جشن نوروز می‌باشد.
به گفته تاریخچه دنیای کتاب مقدس دانشگاه آکسفورد، اگرچه برخی بنیادگرایان کتاب استر را تاریخی می‌پندارند ولی ژانر ادبی کتاب استر، همانند اکثر کتاب دانیال از نوع رمان بوده است. نه نویسندگان این کتاب قصد بازگو کردن حوادث گذشته را داشتند و نه انتظار داشتند که خوانندگان آن را به عنوان تاریخ قلمداد کنند؛ شخصیتی به نام استر وجود خارجی نداشته است. با توجه به ژانر ادبی کتاب چند سؤال در ذهن مخاطب مطرح می‌شود از جمله: «چه کسی این کتاب را نوشته؟ قصد آن‌ها از نوشتن این کتاب چه بوده و تا چه حدی به آن رسیده‌اند؟ مخاطبان این کتاب چه کسی بوده؟ از مقایسه این کتاب و مخاطبان آن با موارد مشابه در دنیای یونانی-رومی چه نتایجی حاصل می‌شود؟»
شائول شاکد، استاد دانشگاه عبری اورشلیم اعتقاد دارد که در نوشتار مربوط به پوریم در دانشنامه ایرانیکا، گواهی بر صحت این داستان از دیدگاه تاریخی وجود ندارد و معمولاً در مورد واقعیت تاریخی داستان با شک و تردید نگریسته می‌شود. نظریه‌هایی وجود دارد که داستان بر مبنای اساطیر ایلامی یا بابلی است. هرچند چنین نظری را نمی‌توان با اطمینان پذیرفت. این کتاب را بیشتر می‌توان نمونه‌ای از ژانر معروف دسیسه‌های درون دربار و نجات یافتن‌های معجزه‌آسا نامید.
بگفته مک‌کولوگ شاید ذراتی از حقیقت در پشت داستان استر باشد ولی کتاب در وضع حاضرش دارای اشتباهات و تناقضاتی است که باید به عنوان یک افسانه تاریخی (نه روایت تاریخی) قلمداد شود. نام همسر خشایارشا به استناد هرودوت، آمستریس دختر اتانس بوده درحالی که هیچ اثری از وشتی یا استر در تاریخ هرودوت نیست.
طبق دانشنامه ایرانیکا، کتاب استر یک رمان تاریخی است که سرنوشت یهودیان تبعیدی را در قرن پنجم پیش از میلاد تحت حاکمیت اخشورش (یعنی خشایارشا) روایت می‌کند. موضوع رمان در دربار هخامنشی در شهر شوش رخ می‌دهد. نویسنده آشنایی خوبی نقشه‌برداری شهر و نقل نام‌های پارسی (مموکن،...)، ایلامی (هامان)، و بابلی (مردخای) دارد. وشتی، زن خشایارشا، از دستور شوهر برای ظاهر شدن در برابر مهمانان سرپیچی می‌کند و در نتیجه، از مقام ملکه‌ای خویش خلع می‌شود و استر یهودی، دختر برادر مردخای، جایش را می‌گیرد. مردخای بر طبق رمان، در بابل توسط نَبوکَدنَصَر (کسی که بیش از ۱۰۰ سال پیش از خشایارشا زیست) به اسارت گرفته می‌شود. گرچه به نظر می‌رسد این رمان در قرن دوم پیش از میلاد رخ داده و کمی جزئیات تاریخی دارد، در قسمت مختلفی روایت‌های مورد اطمینان ارائه می‌کند: جزئیات نحوه زندگی دربار سلطنتی و کارایی روحانیون و توصیف سنت‌های پارسی که در کتاب استر آمده است، توسط منابع مستقل تأیید شده است.
تاریخچه یهودیت کمبریج می‌نویسد نویسنده کتاب استر ممکن است نام‌های ایرانی یا ایلامی برای کتابش را می‌دانسته، اما نشان داده نشده که نویسنده اطلاعات دست اولی راجع به وضعیت جغرافیایی قصر در شوش یا فضای حاکم در دربار ایران داشته است. اگر چه تاریخی بودن کتاب به دلیل وجود غیر محتملات زیر سؤال می‌رود، اما افسانه بودن داستان به معنی این نیست که از داخل خلأ زاده شده است. بدون شک داستان بر پایه اتفاقی تاریخی که در شوش افتاده بنا شده است، هرچند تشخیص ماهیت این اتفاق سخت می‌باشد. همچنین عید پوریم قبل از نوشتن شدن کتاب استر جشن گرفته می‌شده و این داستان سعی در توجیه این جشن کرده است.

## طومارهای دریای مرده
در قرن بیستم میلادی طومارهایی در منطقه قمران فلسطین کشف شد که به «طومارهای دریای مرده» شهرت یافته‌اند. در این طومارها، که قدیمی‌ترین نسخه یافت شده از کتاب مقدس هستند، نام کتاب استر به چشم نمی‌خورد.

## تأثیر فرهنگ بابلی

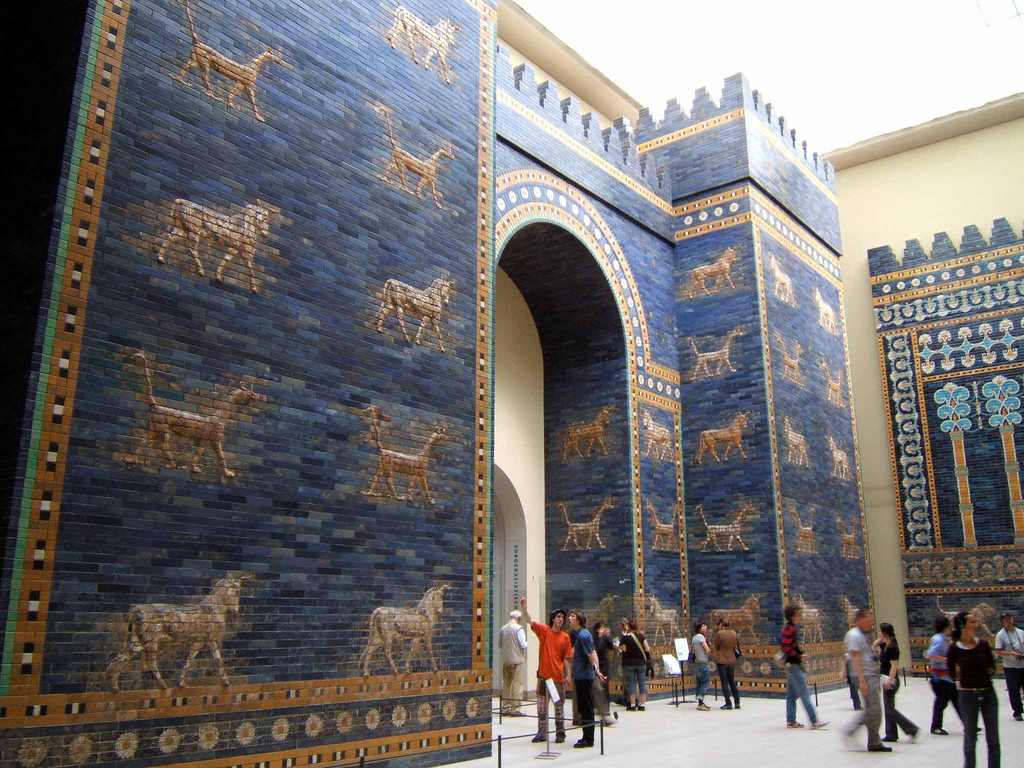
دروازه بازسازی شدهٔ ایشتار موزه یهود برلین

کتاب استر دارای نام‌هایی است که ممکن است از فرهنگ بابلیان نشات گرفته باشد. نام هیچ‌یک از نام‌های ذکر شده در داستان استر یهودی نیست. به استثنای شاه اخشورش، بقیه، نام خدایان بابلی و ایلامی دارند. نام استر ممکن است معادل نام ایشتار باشد. بانوی قهرمان داستان «هدسه» و عروس خوانده می‌شود که از القاب خاص ایزد بابلست. استر و مردخای بابلیانی هستند که نقاب یهودی به چهره زده‌اند. دشمن آن‌هاهامان را می‌توان بر مبنای زبانشناسی با هومان یک خدای ایلامی، یگانه دانست. وشتی ملکهٔ پارس را نیز که استر جای او را می‌گیرد، بر همان ترتیب می‌توان با ایزدهای ایلامی تطبیق داد. از این رو ممکن است اتفاقات کتاب استر روایتی دیگر از فرهنگ بابلیان باشد.

## در فرهنگ عامه
در اسرائیل امروزی گاهی اتفاقات کتاب استر و درگیری باهامان معادل اختلاف‌های امروزی اسرائیل با ایران محسوب می‌شود. ربی اسرائیل روزن، جمهوری اسلامی امروزی وهامان را هر دو افرادی دانست که بی‌دلیل از یهودیان متنفر هستند. ربی شلومو ریسکین که در ابتدا باراک اوباما، رئیس‌جمهور وقت آمریکا، راهامان خوانده بود، نظر خود را تصحیح کرد و ایران راهامان خواند.
بنیامین نتانیاهو نیز در دیدار با اوباما در سال ۲۰۱۲، نسخه‌ای از کتاب استر را به او داد و جمهوری اسلامی را مانند هامانی جدید دانست.

### دانشنامه
- Halevy, Elimelech Epstein (2007). "ESTHER". ENCYCLOPAEDIA JUDAICA (به انگلیسی). Vol. ۶ (۲ ed.). New York: Thomson Gale. p. ۵۱۵–۵۱۸.
- McCullough, W. S (1985). "AHASUREUS". Encyclopædia Iranica (به انگلیسی). Vol. ۱. New York: Bibliotheca Persica Press. p. ۶۳۴–۶۳۵. Retrieved 18 December 2011.
- Shaked, Shaul (1998). "ESTHER, BOOK OF". Encyclopædia Iranica (به انگلیسی). Vol. ۸. New York: Bibliotheca Persica Press. p. ۶۵۵–۶۵۷. Retrieved 18 December 2011.
- Sperling, S. David; Baumgarten, Albert I (2007). "scroll of esther". ENCYCLOPAEDIA JUDAICA (به انگلیسی). Vol. ۱۸ (۲ ed.). New York: Thomson Gale. p. ۲۱۵–۲۱۸.